# Serhij Rybalka
Serhij Oleksandrovyč Rybalka (ukrajinsky Сергій Олександрович Рибалка, v českém tisku uváděný i jako Sergej Rybalka; * 1. dubna 1990, Jamne, Ukrajinská SSR, Sovětský svaz) je ukrajinský fotbalový záložník a reprezentant, který v současné době hraje v klubu FK Dynamo Kyjev.

## Klubová kariéra
Svoji kariéru začal v FK Arsenal Charkov, kde se v roce 2006 přesunul do prvního týmu. Po 5 letech strávených v klubu odešel do FK Dynamo Kyjev. V týmu nejprve hrál první dva roky v rezervě a poté se propracoval do A-týmu.

### FC Slovan Liberec

#### Sezóna 2012/13
V lednu 2013 odešel na půlroční hostovaní do Slovanu Liberec. V Gambrinus lize debutoval 23. února proti Jablonci (výhra 1:0). 9. března 2013 proti hostujícím Českým Budějovicím vstřelil svůj první gól v libereckém dresu, v 78. minutě zvyšoval na průběžných 2:1, konečné skóre znělo 3:1 pro Liberec.

#### Sezóna 2013/14
V červenci 2013 prodloužil hostování v Liberci do konce podzimní části sezony 2013/14. V odvetě třetího předkola Evropské ligy 2013/14 8. srpna 2013 se jednou brankou podílel na výhře 2:1 proti domácímu FC Zürich, Liberec po shodném výsledku z prvního utkání doma (2:1) postoupil do 4. předkola (resp. play-off předkola). 22. srpna vstřelil úvodní gól v prvním utkání 4. předkola Evropské ligy 2013/14 proti italskému celku Udinese Calcio, z cca 25 metrů trefil nádherně horní roh brány, střela se ještě odrazila od břevna. Liberec zvítězil na italské půdě 3:1 (hrálo se v Terstu) a vytvořil si velmi slibnou pozici do domácí odvety. S Libercem si zahrál i ve skupinové fázi Evropské ligy 2013/14 (kde se tým střetl se španělskou Sevillou, německým Freiburgem a portugalským Estorilem). 28. listopadu 2013 skóroval v domácím utkání proti Freiburgu, ale jeho branka pouze mírnila konečnou porážku 1:2. Liberec si však stále uchovával naději na postup ze skupiny.
17. srpna 2013 vstřelil jedinou a tedy vítěznou branku v ligovém utkání s domácím týmem FC Zbrojovka Brno. V zimní ligové přestávce sezony 2013/14 mu hostování skončilo a hráč se vrátil do Dynama Kyjev. Jeho výkony sledoval mj. konkurenční klub FC Viktoria Plzeň. Hráč preferoval setrvání v Liberci, což se nakonec realizovalo, zůstal na hostování do konce sezony 2013/14. V červnu 2014 mu hostování skončilo.

## Reprezentační kariéra
Rybalka reprezentoval Ukrajinu v několika mládežnických kategoriích. V roce 2009 vyhrál s reprezentačním výběrem U19 Mistrovství Evropy hráčů do 19 let 2009, které se konalo právě na Ukrajině. Domácí tým porazil ve finále Anglii 2:0. Serhij byl v základní sestavě.

### A-mužstvo
V A-mužstvu Ukrajiny debutoval 31. 3. 2015 v přátelském utkání ve Lvově proti reprezentaci Lotyšska (remíza 1:1).
Trenér Mychajlo Fomenko jej zařadil do závěrečné 23členné nominace na EURO 2016 ve Francii.